# Hlubočany
Hlubočany (en allemand : Hobitschau) est une commune du district de Vyškov, dans la région de Moravie-du-Sud, en République tchèque. Sa population s'élevait à 495 habitants en 2020.

## Géographie
Hlubočany se trouve à 6 km au sud de Vyškov, à 29 km à l'est-nord-est de Brno et à 208 km au sud-est de Prague.
La commune est limitée par Vyškov au nord, par Prusy-Boškůvky à l'est, par Kučerov au sud-est et au sud, et par Lysovice au sud-ouest et par Rostěnice-Zvonovice à l'ouest.

## Histoire
La première mention écrite du village date de 1141.

## Administration
La commune se compose de deux quartiers :
- Hlubočany
- Terešov